# 智努女王
智努女王（ちぬじょおう）は、
1. 奈良時代の皇族、万葉集に円方女王がその死を悼む歌を詠んでいることから、長屋王の娘（円方女王の姉）、または妻妾（円方女王の母）と考えられている。
2. 奈良時代の皇族、長親王の王女。智努王（文室浄三）らの姉妹。茅沼女王[2]。

同時代に2名存在した可能性があることから、以下の経歴等については、同一人説、別人説がある。

## 経歴
養老七年（723年）1月、従四位下。神亀元年（724年）2月、従三位。
これ以前、元明天皇の治世（慶雲4年（707年） - 和銅8年（715年））に伊勢斎宮に参入したとされている。
没年は不明であるが、『万葉集』に「智努女王の卒し後、円方女王の悲しび傷みて作る歌一首」の詞書で
- 夕霧に千鳥の鳴きし佐保路をば荒しやしてむ見るよしをなみ（20-4477）

の歌があり、長屋王の娘である円方女王と親密な関係にあったと考えられている。
また、長屋王家出土木簡には「珎努若翁」と記されたものがある。